# كاتسوتوشي تاجوشى
كاتسوتوشي تاجوشى (باليابانية: 田口勝利) هو  لاعب كرة يد ياباني، ولد في 30 أكتوبر 1961.

## وصلات خارجية
- كاتسوتوشي تاجوشى على موقع أوليمبيديا (الإنجليزية)